# Asphodeline recurva
Asphodeline recurva là một loài thực vật có hoa trong họ Thích diệp thụ. Loài này được Post miêu tả khoa học đầu tiên năm 1895.